# Лехестен (Јена)
Лехестен (њем. Lehesten) општина је у њемачкој савезној држави Тирингија. Једно је од 93 општинска средишта округа Зале-Холцланд. Према процјени из 2010. у општини је живјело 764 становника. Посједује регионалну шифру (AGS) 16074051.

## Географски и демографски подаци
Лехестен се налази у савезној држави Тирингија у округу Зале-Холцланд. Општина се налази на надморској висини од 260 метара. Површина општине износи 12,1 km². У самом мјесту је, према процјени из 2010. године, живјело 764 становника. Просјечна густина становништва износи 63 становника/km².